# نورشک (خوسف)
نورشک یا روشنک روستایی در دهستان شوسف بخش شوسف شهرستان نهبندان استان خراسان جنوبی ایران است. بر پایه سرشماری عمومی نفوس و مسکن در سال ۱۳۹۰ جمعیت این روستا ۱۳ نفر (در ۴ خانوار) بوده‌است.